# Kristin Boese
Kristin Boese (Potsdam, RDA, 1 de junio de 1977) es una deportista alemana que compitió en vela en la clase Formula Kite. Ganó dos medallas en el Campeonato Mundial de Formula Kite, en los años 2009 y 2010.

## Palmarés internacional
| \| Campeonato Mundial \| Campeonato Mundial \| Campeonato Mundial \| Campeonato Mundial \| \| Año \| Lugar \| Medalla \| Clase \| \| ------------------ \| ------------------------------ \| ------------------ \| ------------------ \| \| 2009 \| San Francisco (Estados Unidos) \| Medalla de plata \| Formula Kite \| \| 2010 \| San Francisco (Estados Unidos) \| Medalla de bronce \| Formula Kite \| |                                |                   |              |
| Campeonato Mundial |                                |                   |              |
| Año | Lugar                          | Medalla           | Clase        |
| 2009 | San Francisco (Estados Unidos) | Medalla de plata  | Formula Kite |
| 2010 | San Francisco (Estados Unidos) | Medalla de bronce | Formula Kite |